# Proteste in Chuzestan 2021
Die iranischen Wasserproteste 2021 sind in vielen Regionen anhaltende Proteste in der Islamischen Republik Iran, um gegen die anhaltenden Stromausfälle und die Wasserkrise im Iran zu protestieren und die öffentliche Wut zu schüren. Am 15. Juli kam es zu Protesten gegen die Wasserknappheit und -krise in der Provinz Chuzestan, die jedoch bald mit Polizeigewalt und Brutalität konfrontiert wurden. Die Proteste werden als Aufstand der Durstigen bezeichnet.